# Partit Radical Socialista Independent
El Partit Republicà Radical Socialista Independent (PRRSI) va ser un partit polític espanyol d'ideologia republicana d'esquerres i de breu existència durant la Segona República Espanyola.
Originat en el si del Partit Republicà Radical Socialista (PRRS), el 1933 profundes discrepàncies sobre la col·laboració amb els socialistes en el si del govern van obrir una greu bretxa en el si del PRRS. Els sectors més esquerrà, liderat per Marcel·lí Domingo i Sanjuan i Álvaro de Albornoz, partidaris de mantenir la coalició amb el PSOE, es van enfrontar al sector més dretà, encapçalat per Félix Gordón de Ordás, més procliu a l'acostament al Partit Radical de Lerroux. A la fi d'aquest any, el sector progressista va abandonar el partit per fundar el PRRSI, que es fusionaria amb Acció Republicana i l'Organització Republicana Gallega Autònoma per donar lloc a Izquierda Republicana, el 3 d'abril de 1934.